# Комбайн
Комбайн (на английски: combine) като термин в българския език се възприема от руски език. Това е сложна машина, представляваща съвкупност от различни работни машини, които едновременно чрез агрегатите си изпълняват различни операции, в резултат на което се получава готов продукт. Този термин се използва широко в техниката, като се съпровожда с определение за приложението му. Например – зърнокомбайн, картофокомбайн, памукокомбайн, цвеклокомбайн, силажокомбайн, минен комбайн (за проходчески и добивни работи в подземното минно дело), домакински или кухненски комбайн (който реже, мели, замесва тесто, или пасира храна) в домакинството. Преди всичко, поради най-широкото приложение на такива машини в селското стопанство, терминът комбайн е популярен, свързва се с добива на зърно и в разговорния език означава зърнокомбайн.

## История
Родината на съвременните зърнодобивни комбайни е САЩ, където през 1828 г. S. Lane е заявил патент за сложна комбинирана машина за жътва, вършитба и почистване на ожънатите семена, без да е построен прототип. Първият реално построен комбайн е изобретен от E. Briggs и E.G. Carpenter през 1836 година. Задвижването на агрегатите се осъществява от въртенето на задните колела, а за придвижване са използвани животни. Успешна и защитена с патент е и машината на H. Moore и J. Hascall, по принципите на която и до днес се строят комбайни. След 1890 години вече 6 фирми в САЩ произвеждат комбайни за продажба, като вместо животинска тяга се използват парни машини за задвижване, а по-късно трактори и вградени двигатели с вътрешно горене. Първоначално използваният материал е дърво и това прави машините груби и тежки. От началото на ХХ век в конструкцията се влагат метални материали, позволяващи рязко да се намали теглото и подобри качеството. През 1936 година в САЩ работят 60 803 броя комбайна, в Канада – 10 500, в Аржентина – 24 800 броя. В европейските страни по това време количеството на този тип машини е незначително. Прибирането на житната реколта все още се осъществява разделно – жътва, вършитба с вършачка, задвижвана от локомобил или трактор и почистване на примесите с веялки до постигане на необходимата чистота на зърното.
В СССР заради уедрените земеделски колхозни масиви и държавната политика за земеделие започва комбайностроене от 1930 година. Причината за налагане на тази нова технология за прибиране на зърното е успешното представяне на внесените от САЩ зърнокомбайни през 1929 – 1931 година. От 1931 година започва производството на прикачни комбайни „Сталинец-1“ в Ростовския завод „Ростсельмаш“. Това производство се разширява с внедряването на такива машини и в други заводи, както и с подобряване конструкцията и производствените параметри на комбайните.

## Комбайните в България
Кооперираното селско стопанство в България прилага технологията на жътва и вършитба с комбайни в началото на 1950-те години, а от 1955 година се внасят и използват прикачни комбайни съветско производство, теглени от верижни трактори. Тази вече остаряла конструкция бързо се подменя със самоходни комбайни, като СК-5 „Нива“ (произвеждана от 1970 година в „Ростсельмаш“), Дон-1500 (произвеждан от 1986 г.), Fortschritt от ГДР, а от началото на ХХІ век известните високопроизводителни комбайни с много ниски загуби Torum 740 – Русия, Claas – Германия, John Deere, Case IH, New Holland от САЩ.

## Конструктивно-технологична схема
Основно са произвеждани 2 типа типа комбайни – прикачни и самоходни. И към двете конструкции има много високи изисквания. Тук якостта и надеждността са от изключително значение поради много тежкия режим, при който работи селскостопанската техника. Освен това конструктивно трябва да са внедрени решения, с които при работа по наклонени терени да не се увеличават загубите от зърно, т.е. сламотръсите, ситата и очистването на зърното от плевели да се регулират така, че икономически да е изгодна експлоатацията на такава машина. Поради това се прилагат и други технически решения и методи на обработка на ожънатата маса, с което загубите да се намалят под 5%. За разширяване на възможностите за експлоатация на комбайните са разработени различни видове хедери, сита и други. Така е възможно използването на комбайните за прибиране на реколтата от пшеница, ечемик, овес, царевица, слънчоглед, соя, рапица.
В най-общия случай в конструкцията на комбайна се включват:
- жътварка – с режещ апарат и широчина на хедера от 2 до 11 m;
- вършачен апарат – високооборотен вършачен барабан за овършаване на класовете;
- сламотръси – подвижни решетъчни платна, които с възвратно постъпателни движения изхвърлят материала от стъблата и отделят зърното за по-нататъшно почистване;
- сита и вентилатор за почистване от леки и тежки примеси;
- бункер за събиране и съхранение на зърното;
- двигател осигуряващ самопридвижване на машината и задвижване на всички нейни други работни агрегати;
- кабина за управление в съвременните комбайни с климатична инсталация и много добра защита от прах.